# Département de Malem Hodar
Pour les articles homonymes, voir Malem (homonymie).
Le département de Malem Hodar est l'un des 46 départements du Sénégal, situé dans la région de Kaffrine.
Il a été créé par un décret du 10 juillet 2008.
Son chef-lieu est la commune de Malem-Hodar.
Ses deux arrondissements sont :
- Arrondissement de Darou Minam 2
- Arrondissement de Sagna

## Population
La population du département est estimée en 2023 à 135 403 habitants.

## Liste des préfets
- M. Omar Diallo, 2008-2013
- M. Amadou Sakho, 2013
- M. Ousmane Kane, 2014-2015
- M. Mamadou Gueye, 2015